# 公地放領
公地放領係公地管理機關及縣（市）政府依據法令規定之實體與程序，准許符合規定之承租農民依照規定程序申請承領，於繳清全部放領地價後，移轉土地所有權之私法上分期付款之買賣行為，其旨在扶植自耕農，實現中華民國憲法第143條「國家對於土地之分配與整理，應以扶植自耕農及自行使用土地人為原則」之土地政策。1951年6月，政府開始實施公地放領，放領耕地由政府委託台灣土地銀行征收，使無地之農民取得所有權。
中華民國政府在台灣於1951年至1976年間分九期實施公地放領，共計放領138,957公頃，承領農戶286,287戶。政府收得放領公地地價稻穀367,366,416公斤，甘藷1,254,768,525公斤，全數由台灣土地銀行經收後，撥作扶植自耕農基金。
簡而言之，就是政府將公有土地准由承租之農民依照法令規定之要件及程序申請承領，於繳清地價後，承領人即可取得土地所有權。公地放領之目的，在於扶植自耕農。
自民國四十年起，政府將公有耕地優先由承租公地的現耕農承領。放領面積，每戶不超過水田二甲或旱田四甲。公地承領人在規定期限內繳清地價後，就取得土地所有權。

## 外部連結
- 土地改革紀念館